# Escultura de El Peruano
Es un bajorrelieve policromado realizado en una pared vertical de piedra de rodeno, en un abrigo natural del barranco Cardoso, en Pozondón, provincia de Teruel, perteneciente a la Comarca de la Sierra de Albarracín en Aragón, España. Popularmente en la zona a esta escultura se le conoce como "Tumi, la piedra del peruano". Fue tallado por un artista peruano llamado Mauro Mistiano, original de Arequipa y afincado por más de 50 años en Pozondón. El artista se casó en esta localidad con una vecina del pueblo, y durante años fue exculpiendo la obra. A su finalización confesó a varias personas que la excultura era una expresión de amor y agradecimiento a su mujer, y a los vecinos del pueblo. A los pies de la obra puso un cartel con las siguientes palabras: "Por amor en letras grandes, por agradecimiento a la generosidad de estas gentes"

## Descripción
Este bajorrelieve tiene un estilo precolombino. Representa un tumi cuyo remate es una divinidad inca, posiblemente Inti, dios del sol. A los pies del tumi, un jabalí y un ciervo, fauna autóctona ibérica lo observan desde el ángulo inferior derecho y en el izquierdo una anaconda plumada, representando la fauna americana.

Utiliza los colores típicos de la decoración de los tumis, el azul turquesa peruana y oro, de una tonalidad metálica. Lleva turquesas como cubreorejas y en el collar.
La parte de abajo representa la hoja semicircular del cuchillo ritual. El mango es el cuerpo de Inti que está con las manos extendidas, equilibrio entre el bien y el mal. En el rostro se observan los ojos almendrados y policromados, siguiendo la iconografía del arte precolombino. El gorro está ornamentado con códices de significado religioso, varios semicírculos concéntricos, cada uno con una decoración diferente, alternando motivos florales y geométricos.
El conjunto tiene seis metros de alto por cuatro de ancho. Estas medidas otorgan a la obra de una gran espectacularidad y produce en el visitante gran asombro.
El tumi está protegido por una visera natural de piedra de rodeno. El sitio encierra una magia especial que envuelve al que contempla la obra.

## Localización
El bajorrelive se encuentra en el término municipal de Pozondón, en el interior del singular y hermoso barranco Cardoso. En el paraje conocido como los Arejos, a escasos tres kilómetros del Castillo de los Ares. Es una abrupta rambla que se abre, de repente, en las parameras de Pozondón, encontrando el punto de ruptura entre las cuarcitas y el rodeno.
La altura del lugar está entre los 1290 m. a los 1350 m.

## Barranco Cardoso
El vallejo se va haciendo cada vez más profundo, con escarpadas y casi verticales paredes de rodeno llegando, en algunos puntos a superar los 10 metros de altura. Su vegetación es muy variada y frondosa gracias a que el valle recoge agua de lluvia que se estanca en numerosas pozas excavadas en la roca. Encontramos tomillo, aliaga, carrasca y otros vegetales propios de la zona. También hay avellanos y marojos, que son más difíciles de encontrar en estos lugares.